# Ionolyce viola
Ionolyce viola är en fjärilsart som beskrevs av Moore 1877. Ionolyce viola ingår i släktet Ionolyce och familjen juvelvingar. Inga underarter finns listade i Catalogue of Life.